# Abgesagte Space-Shuttle-Missionen
Im Rahmen des US-amerikanischen Space-Shuttle-Programms wurden mehrere geplante Missionen abgesagt. Die meisten wurden infolge der Challenger- bzw. der Columbia-Katastrophe abgesagt. Einige wurden jedoch auch gestrichen, da sich die Erfordernisse der Nutzlast änderten.

## Liste (Auswahl)
Die folgende Liste bietet eine Auswahl von abgesagten Space-Shuttle-Missionen, welche für den Zeitraum zwischen 1979 und 1988 geplant waren:

### STS-1a
STS-1 sollte Anfang 1979 nur ein suborbitaler Testflug des Space Shuttles werden, um das RTLS-Startabbruch-Manöver zu testen. Die Mission wurde abgesagt, als sich die Astronauten weigerten, die aus ihrer Sicht zu gefährliche Mission zu fliegen.

### STS-2a
Die Mission, die ursprünglich als STS-2 geplant war, hätte die Skylab-Raumstation angeflogen und diese in eine höhere Umlaufbahn gehoben. Die Mission wurde aufgrund von Verzögerungen bei der Entwicklung des Space Shuttles abgesagt, da Skylab früher als berechnet in der Erdatmosphäre verglühte. Der Orbiter Columbia sollte den Flug Ende 1979 durchführen. Die Besatzung hätte aus Fred Haise und Jack Lousma bestanden, der im März 1982 die STS-3-Mission kommandierte.

### STS-10
STS-10 wurde wegen Verspätungen mit der Nutzlast, einem Satelliten des US-Verteidigungsministeriums, abgesagt. Ken Mattingly, Loren Shriver, Ellison Onizuka, James Buchli und der erste Militärastronaut Nutzlastspezialist Gary Payton wären für den Flug im November 1983 vorgesehen gewesen.

### STS-12
STS-12, eine Mission, die einen TDRS-Satelliten aussetzen sollte, wurde wegen Problemen mit der IUS-Raketenoberstufe gestrichen, die bei diesem Flug zum Einsatz kommen sollte. Henry Hartsfield, Michael Coats, Richard Mullane, Steven Hawley und Judith Resnik waren als Besatzung benannt. Der Start hätte im März 1984 stattfinden sollen.

### STS-41-E
STS-41-E, eine Satellitenmission des US-Verteidigungsministeriums wurde ebenfalls wegen Problemen mit der IUS-Oberstufe abgesagt. Ken Mattingly, Loren Shriver, Ellison Onizuka, Jim Buchli und der Nutzlastspezialist der US Air Force Jeffrey Detroye waren als Mannschaft nominiert. Der Start war für März 1984 mit der Raumfähre Challenger geplant.

### STS-41-F
STS-41-F war für August 1984 mit der Discovery geplant. Dies wäre der erste Flug der Discovery gewesen, wenn er nicht aufgrund von Verspätungen der Nutzlast abgesagt worden wäre. Als Besatzung waren Karol Bobko, Donald Williams, Rhea Seddon, David Griggs und Jeffrey Hoffman vorgesehen. Der Flug wurde dann STS-51-E.

### STS-41-H
Diese Mission sollte im September 1984 im Auftrag des US-Verteidigungsministeriums durchgeführt werden oder stattdessen einen TDRS-Satelliten aussetzen. Aufgrund von Problemen mit der IUS-Oberstufe wurde die Mission abgesagt. Als Besatzung waren Frederick Hauck, David Walker, Joseph Allen, Anna Fisher, Dale Gardner und die Nutzlastspezialisten der US Air Force Gary Payton und Frank Casserino nominiert. Als Ersatz-Nutzlastspezialist war Daryl Joseph vorgesehen.

### STS-51-E
Dieser Flug der Challenger wurde wegen Problemen der IUS-Oberstufe abgesagt. Es hätte ein TDRS-Satellit ausgesetzt werden sollen. Als Besatzung waren Karol Bobko, Donald Williams, Rhea Seddon, David Griggs, Jeffrey Hoffman, der französische Nutzlastspezialist Patrick Baudry und der Politiker Jake Garn vorgesehen.

### STS-51-H
STS-51-H war eine Atlantis-Mission, die schon vor der Challenger-Katastrophe abgesagt wurde. Die EOM-1-Shuttle-Mission war für November 1985 vorgesehen. Als Besatzung waren Vance Brand, Michael Smith, Robert Springer, Owen Garriott, Claude Nicollier sowie die zwei Nutzlastspezialisten Byron Lichtenberg und Michael Lampton eingeplant.

### STS-61-E
Diese Mission mit der Raumfähre Columbia hätte am 6. März 1986 die ASTRO-1-Spacelab-Mission ins All bringen sollen. Nach der Challenger-Katastrophe wurde der Flug abgesagt. Die Mannschaft hätte aus Jon McBride, Richard Richards, David Leestma, Jeffrey Hoffman, Robert Parker, Samuel Durrance und Ronald Parise bestanden.

### STS-61-F
STS-61-F sollte am 15. Mai 1986 die Sonnensonde Ulysses mit der Raumfähre Challenger in den Weltraum bringen. Die Mannschaft hätte aus Frederick Hauck, Roy Bridges, John Lounge und David Hilmers bestanden.

### STS-61-G
STS-61-G wäre eine Mission der Raumfähre Atlantis (Start geplant am 20. Mai 1986) gewesen, wurde aber nach dem Challenger-Unglück abgesagt. Dabei hätte die Raumsonde Galileo ins All gebracht werden sollen. Als Besatzung waren David Walker, Ronald Grabe, Norman Thagard und James van Hoften eingeplant.

### STS-61-H
Die für den 30. Juni 1986 geplante Columbia-Mission wurde wegen des Challenger-Unglücks abgesagt. Es hätte ein kommerzieller Kommunikationssatellit ausgesetzt werden sollen. Die Mannschaft hätte aus Michael Coats, John Blaha, Anna Fisher, James Buchli, Robert Springer, dem britischen Nutzlastspezialisten Nigel Wood und der indonesischen Nutzlastspezialistin Pratiwi Sudarmono bestanden.

### STS-62-A
STS-62-A sollte im Juli 1986 als erste Shuttle-Mission vom Space Launch Complex 6 auf der Vandenberg Air Force Base starten. Robert Crippen hätte die Discovery auf der ersten Shuttle-Mission auf einem polaren Orbit für das US-Verteidigungsministerium kommandiert. Die Crew hätte neben Crippen aus Guy Gardner, Dale Gardner, Richard Mullane, Jerry Ross sowie dem Militärastronauten John Watterson (MSE) und dem Politiker Edward C. Aldridge bestanden.
Der Flug wurde abgesagt, nachdem sich das US-Verteidigungsministerium nach dem Challenger-Unglück aus dem Shuttle-Programm zurückzog. Auch später startete kein Shuttle mehr von der Vandenberg Air Force Base.

### STS-61-M
Diese Challenger-Mission hätte im Juli 1986 einen TDRS-Satelliten ins All bringen sollen. Die Crew hätte aus Loren Shriver, Bryan O’Connor, Mark Lee, Sally Ride, William Fisher, dem US-Industrieastronauten Nutzlastspezialist Robert Wood und einem Meteorologen der US-Luftwaffe (einer der Dreier-Gruppe aus Grant Aufderhaar, Fred Lewis, Ronald Townsend) bestanden.

### STS-61-K
STS-61-K war eine Columbia-Mission, die wegen der Challenger-Katastrophe abgesagt wurde. Die EOM-1-Shuttle-Mission war für Oktober 1986 vorgesehen. Als Besatzung waren Vance Brand, David Griggs, Robert Stewart, Owen Garriott, Claude Nicollier sowie die drei Nutzlastspezialisten Byron Lichtenberg, Michael L. Lampton und Robert E. Stevenson eingeplant.

### STS-61-N
STS-61-N sollte im September 1986 als militärische Shuttle-Mission starten. Brewster Shaw hätte die Columbia auf der Shuttle-Mission für das US-Verteidigungsministerium kommandiert. Die Crew hätte neben Shaw aus dem Piloten Michael McCulley, den Missionsspezialisten James Adamson, David Leestma, Mark Brown sowie dem Militärastronauten Frank Casserino (MSE) und dem US-General Lawrence Skantze vom USAF System Command bestanden.
Der Flug wurde abgesagt, nachdem sich das US-Verteidigungsministerium nach dem Challenger-Unglück aus dem Shuttle-Programm zurückzog.

### STS-61-I
STS-61-I war eine Challenger-Mission, die nach der Challenger-Katastrophe abgesagt wurde. Diese Shuttle-Mission war für den 27. September 1986 vorgesehen. Als Besatzung waren Donald Williams, Michael Smith (kam bei der Challenger-Katastrophe ums Leben), James Bagian, Bonnie Jeanne Dunbar, Manley Lanier Carter sowie der Nutzlastspezialist Nagapathi Bhat (Indien) und ein US-Journalist eingeplant.

### STS-62-B
STS-62-B sollte im September 1986 als zweite Shuttle-Mission vom Space Launch Complex 6 auf der Vandenberg Air Force Base starten. Die Discovery sollte auf dieser Shuttle-Mission auf einem polaren Orbit für das US-Verteidigungsministerium starten. Die Crew war noch nicht nominiert, nur sollte die Militärastronautin Katherine Roberts (MSE) mitfliegen. Es sollte ein Satellit KH-11A ausgesetzt werden.
Der Flug wurde abgesagt, nachdem sich das US-Verteidigungsministerium nach dem Challenger-Unglück aus dem Shuttle-Programm zurückzog. Auch später startete kein Shuttle mehr von der Vandenberg Air Force Base.

### STS-61-J
Diese aufgrund des Challenger-Unglücks abgesagte Atlantis-Mission hätte im Oktober 1986 das Hubble Space Telescope aussetzen sollen. Als Besatzung waren John Watts Young (es wäre sein 7. Start gewesen), Charles Frank Bolden, Kathryn Dwyer Sullivan, Bruce McCandless und Steven Alan Hawley eingeplant.

### STS-61-L
Diese aufgrund des Challenger-Unglücks abgesagte Columbia-Mission hätte im November 1986 zwei kommerzielle Kommunikationssatelliten (Gstar-3 und Syncom IV-5) aussetzen sollen. Als Nutzlastspezialist war John Konrad eingeplant.

### STS-71-B
Diese Challenger-Mission hätte im Dezember 1986 stattgefunden. Mit an Bord wäre der Militärastronaut (MSE) Nutzlastspezialist Charles Edward Jones gewesen, der später auf dem American-Airlines-Flug 11 starb, als die Maschine ins World Trade Center bei den Terroranschlägen vom 11. September 2001 stürzte.
Der Flug wurde abgesagt, nachdem sich das US-Verteidigungsministerium nach dem Challenger-Unglück aus dem Shuttle-Programm zurückzog.

### STS-71-A
Diese Mission mit der Raumfähre Atlantis hätte am 12. Januar 1987 die ASTRO-2-Spacelab-Mission ins All bringen sollen. Nach der Challenger-Katastrophe wurde der Flug abgesagt. Die Mannschaft hätte aus Jon McBride, Richard Richards, David Leestma, Jeffrey Hoffman, Robert Parker, Nutzlastspezialist Kenneth Nordsieck sowie einem der zwei weiteren Nutzlastspezialisten  Samuel Durrance und Ronald Parise bestanden.

### STS-71-C
Die für Ende Januar 1987 geplante Columbia-Mission wurde wegen des Challenger-Unglücks abgesagt. Es hätten die kommerziellen Kommunikationssatelliten Skynet 4B und ASC-2 sowie die US-Forschungsplattform Spartan-2 ausgesetzt werden sollen. Zur Mannschaft hätte auch der zweite britische Nutzlastspezialist Peter Longhurst und der ASC-Industrieastronaut Nutzlastspezialist Otto Hoernig gehört.

### STS-71-D
Diese Challenger-Mission hätte im Februar 1987 den TDRS-C-Satelliten ins All bringen sollen. Zur Crew hätte auch der US-Industrieastronauten Nutzlastspezialist Robert Wood gehört.

### STS-71-E
Der Start der Atlantis-Mission wäre für April 1987 geplant gewesen, wurde jedoch wegen der Challenger-Katastrophe abgesagt. Als Besatzungsmitglieder dieser SLS-1-Mission waren geplant: Vance Brand, David Griggs, John Fabian, James Bagian, Rhea Seddon, Francis Gaffney und Robert Phillips. Nutzlastspezialistin Millie Hughes-Fulford fungierte als Ersatz für Gaffney und Phillips.

### STS-71-F
Diese Columbia-Mission wäre für Ende April 1987 geplant gewesen, wurde jedoch wegen der Challenger-Katastrophe abgesagt. Zur Crew hätte auch der kanadische Nutzlastspezialist Steve MacLean gehört. Reserve-Nutzlastspezialist sollte der Kanadier Bjarni Tryggvason werden.

### STS-71-M
Diese Mission mit der Raumfähre Challenger hätte am 18. August 1987 die ASTRO-3-Spacelab-Mission ins All bringen sollen. Nach der Challenger-Katastrophe wurde der Flug abgesagt. Zur Mannschaft hätten auch Nutzlastspezialist Kenneth Nordsieck sowie einer der zwei weiteren Nutzlastspezialisten  Samuel Durrance und Ronald Parise gehört.

### STS-71-O
Diese Mission mit der Raumfähre Columbia hätte am 28. September 1987 die Sunlab-1-Spacelab-Mission ins All bringen sollen. Nach der Challenger-Katastrophe wurde der Flug abgesagt. Zur Mannschaft hätten auch die Nutzlastspezialisten George Simon sowie einer der zwei weiteren Nutzlastspezialisten John-David Bartoe und Dianne Prinz gehört.

### STS-81-G
Diese Mission mit einer Raumfähre hätte im Februar 1988 die Spacelab-J-Mission ins All bringen sollen. Nach der Challenger-Katastrophe wurde der Flug abgesagt. Zur Mannschaft hätten auch die Nutzlastspezialisten Mamoru Mohri und Chiaki Mukai sowie Reserve-Nutzlastspezialist Takao Doi gehört.

### STS-81-M
Der Start der Atlantis-Mission wäre für Juli 1988 geplant gewesen, wurde jedoch wegen der Challenger-Katastrophe abgesagt. Einziges bereits bekanntes Besatzungsmitglied dieser SLS-2-Mission war Nutzlastspezialistin Millie Hughes-Fulford.

### STS-82-B
Die Mission STS-82-B sollte 1988 von der Vandenberg Air Force Base mit der Discovery starten. Mit an Bord wäre auch mindestens ein Militärastronaut (MSE) als Nutzlastspezialist gewesen. Der Flug wurde abgesagt, nachdem sich das US-Verteidigungsministerium nach dem Challenger-Unglück aus dem Shuttle-Programm zurückzog. Auch später startete kein Shuttle mehr von der Vandenberg Air Force Base.
Neben anderen Aufgaben sollte das COBE-Observatorium ausgesetzt werden, das 1989 mit einer Delta-Rakete ins All gebracht wurde.